# Keppeki Danshi! Aoyama-kun
Keppeki Danshi! Aoyama-kun (潔癖男子！青山くん)  est un manga écrit et dessiné par Taku Sakamoto. Il a été prépublié entre 2014 et 2015 dans le magazine Miracle Jump, puis entre 2015 et janvier 2018 dans le magazine Weekly Young Jump de l'éditeur Shūeisha, et a été compilé en un total de treize tomes. Une adaptation en série télévisée d'animation de 12 épisodes, réalisée par Studio Hibari, a été diffusée, au Japon, du 2 juillet au 17 septembre 2017. L'œuvre est aussi connue sous son titre anglais « Cleanliness Boy! Aoyama-kun ».

## Synopsis
Aoyama est un jeune prodige du football n'ayant jamais perdu un seul match de sa vie, seulement, il est aussi un maniaque de la propreté. Membre de l'équipe du Japon des moins de 16 ans, il crée la surprise en faisant le choix d'intégrer le club du lycée Fujimi, modeste et méconnu. Avec ses coéquipiers aussi loufoques que déterminés, il est bien décidé à faire monter le lycée Fujimi au sommet du championnat national.

## Personnages

### Lycée Fujimi

#### Club de football du lycée Fujimi
Aoyama (青山)
Voix japonaise : Ryōtarō Okiayu
Moka Gotō (後藤 もか, Gotō Moka)
Voix japonaise : Anzu Haruno
Obsédée par Aoyama, elle devient l'assistante du club pour être auprès de lui et le seconder dans ses tâches ménagères quotidiennes. S'entraînant discrètement depuis plusieurs années, elle révèle avoir un grand potentiel pour le football et aidera notamment Kaoru à ajuster la précision de ses tirs.
Kaoru Zaizen (財前かおる, Zaizen Kaoru)
Voix japonaise : Tomokazu Seki
Il fut le meneur de jeu de l'équipe avant l'arrivée d'Aoyama. Très maladroit au tir, il marque la majorité de ses buts de la tête. Son père est l'une des plus grandes fortunes du Japon.
Umeya Tsubasa (梅屋 翼, Tsubasa Umeya)
Voix japonaise : Daisuke Namikawa
Membre éminent du club de judo du lycée Fujimi, il quitte toutefois le club de judo pour rejoindre celui de football afin de se rapprocher de Maka, dont il est très amoureux.
Jin Tsukamoto (塚本 仁, Tsukamoto Jin)
Voix japonaise : Daisuke Sakaguchi
« Déconneur » de l'équipe, il relève le moral de l'équipe et chauffe le public bien qu'il ne soit pas spécialement doué sur le terrain, ce qui lui valut d'être harcelé par le capitaine de son équipe au collège.
Kazuma Sakai (坂井 一馬, Sakai Kazuma)
Voix japonaise : Sōichirō Hoshi
D'abord banal joueur de l'équipe, il acquit un niveau remarquable après avoir reproduit la coupe de cheveux d'Aoyama, et prendra même la place de deuxième option de l'équipe à Kaoru, et ce jusqu'à ce qu'il abandonne sa coupe de cheveux.
Taichi Yoshioka (吉岡 太一, Yoshioka Taichi)
Voix japonaise : Hiroyuki Yoshino
Il évolue au poste de défenseur, et trâine toujours avec Jin et Kazuma.
Gaku Ishikawa (石川 岳, Ishikawa Gaku)
Voix japonaise : Noriaki Sugiyama
Capitaine de l'équipe, il rejoint sa petite amie, Yuri, dans le fan-club d'Aoyama plutôt que le jalouser.
Kiyoshi Satō (佐藤 清, Satō Kiyoshi)
Voix japonaise : Daiki Hamano
Gardien de but de l'équipe.
Hikaru Tada (多田 光, Tada Hikaru)
Voix japonaise : Daisuke Kishio
Miwa Takei (武井 美和, Takei Miwa)
Voix japonaise : Michiko Neya
Coach de l'équipe.

#### Autres étudiants du lycée Fujimi
Shion Narita (成田 紫苑, Narita Shion)
Voix japonaise : Hirofumi Nojima
Maniaque de l'hygiène comme Aoyama, il préfère cependant garder cela secret contrairement à ce dernier. Il est aussi un grand fan de MMORPG.
Atsumu Ozaki (尾崎 篤夢, Ozaki Atsumu)
Voix japonaise : Shōtarō Morikubo
Auteur anonyme du manga à succès Je sauverai le monde!, il s'inspire d'Aoyama pour créer le nouvel antagoniste de sa série et entacher l'image de ce dernier, mais l'effet contraire se produit.
Mio Odagiri (小田切 美緒, Odagiri Mio)
Voix japonaise : Mai Nakahara
Membre du club de basket-ball féminin du lycée, elle est grande, très belle, mais peu adroite au tir. Elle est la seule à pouvoir toucher Aoyama.
Yuri Tamura (田村 百合, Tamura Yuri)
Voix japonaise : Rina Satō
Petite amie de Gaku et fervente supportrice d'Aoyama.

#### Autres personnages
Seigo Ibuki (伊吹 誠吾, Ibuki Seigo)
Voix japonaise : Shin'ichirō Miki
Membre de l'équipe du Japon des moins de 16 ans, il possède un niveau supérieur encore à celui d'Aoyama, le battant régulièrement dans des face-à-faces privés.
Kozue Kurata (倉田 梢, Kurata Kozue)
Voix japonaise : Aya Endō
Petite amie de Seigo.
Akira Takechi (武智 彰, Takechi Akira)
Voix japonaise : Takehito Koyasu
Lui aussi membre de l'équipe du Japon des moins de 16 ans, il tente de recruter Aoyama dans son équipe. Il est également très fier de sa condition physique, exhibant sans cesse ses abdominaux.

## Manga
Le manga débute en 2014 dans le magazine Miracle Jump publié par Shūeisha, puis, à la suite de la dissolution du magazine, dans le Weekly Young Jump. Le chapitre final est paru le 4 janvier 2018, et l'ultime volume est publié le 19 mars 2018 au Japon. Le manga est inédit en France.

### Liste des volumes
| no | Japonais         | Japonais          |
| no | Date de sortie   | ISBN              |
| -- | ---------------- | ----------------- |
| 1  | 19 janvier 2015  | 978-4-08-890101-5 |
| 2  | 19 juin 2015     | 978-4-08-890153-4 |
| 3  | 19 novembre 2015 | 978-4-08-890308-8 |
| 4  | 19 février 2016  | 978-4-08-890360-6 |
| 5  | 17 juin 2016     | 978-4-08-890460-3 |
| 6  | 19 octobre 2016  | 978-4-08-890546-4 |
| 7  | 17 février 2017  | 978-4-08-890594-5 |
| 8  | 19 juin 2017     | 978-4-08-890643-0 |
| 9  | 19 juin 2017     | 978-4-08-890685-0 |
| 10 | 19 juillet 2017  | 978-4-08-890704-8 |
| 11 | 17 novembre 2017 | 978-4-08-890782-6 |
| 12 | 19 mars 2018     | 978-4-08-890875-5 |
| 13 | 19 mars 2018     | 978-4-08-890876-2 |

## Anime
Une adaptation en série d'animation est annoncée au mois de janvier 2017,; elle est assurée par Studio Hibari et est lancée le 2 juillet 2017. La réalisation des épisodes est confiée à Kazuya Ichikawa sur un scénario de Midori Gotō, tandis que le character design est confié à Arisa Mitsūra,. Le générique de début, White, est chantée par le groupe Bentham (ja), tandis que le générique de fin, Taiyō ga Kureta Kisetsu, est interprété par les seiyūs prêtant leurs voix aux personnages principaux.

### Liste des épisodes
| No | Titre français                       | Titre japonais               | Titre japonais                    | Date de 1re diffusion |
| No | Titre français                       | Kanji                        | Rōmaji                            | Date de 1re diffusion |
| -- | ------------------------------------ | ---------------------------- | --------------------------------- | --------------------- |
| 1  | Aoyama, le maniaque de la propreté   | 青山くんはキレイ好き         | Aoyama-kun wa kireizuki           | 2 juillet 2017        |
| 2  | Aoyama, tu t'en souviens ?           | 青山くんは覚えてる？         | Aoyama-kun wa oboeteru?           | 9 juillet 2017        |
| 3  | Aoyama est introuvable               | 青山くんがいない理由         | Aoyama-kun ga inai riyū           | 16 juillet 2017       |
| 4  | Narita et son secret                 | 成田くんは秘密にしている     | Narita-kun wa himitsu ni shiteiru | 23 juillet 2017       |
| 5  | Tsukamoto et le déconnage avant tout | 塚本くんはウケが命           | Tsukamoto-kun wa uke ga inochi    | 30 juillet 2017       |
| 6  | Ozaki et sa fierté                   | 尾崎くんにはプライドがある   | Ozaki-kun ni wa Puraido ga aru    | 6 août 2017           |
| 7  | Odagiri a du mal à les rentrer       | 小田切さんはなかなか入らない | Odagiri-san wa nakanaka hairanai  | 13 août 2017          |
| 8  | Umeya est très persévérant           | 梅屋くんは忍耐強い           | Umeya-kun wa nintai tsuyoi        | 20 août 2017          |
| 9  | Miwa veut organiser un stage         | 美和ちんは合宿がしたい       | Miwa-chan wa gasshuku ga shitai   | 27 août 2017          |
| 10 | Aoyama a beaucoup de secrets         | 青山くんは秘密が多い         | Aoyama-kun wa himitsu ga ōi       | 3 septembre 2017      |
| 11 | Sakai change de coupe de cheveux     | 坂井くんの髪型が変わった     | Sakai-kun no kamigata ga kawatta  | 10 septembre 2017     |
| 12 | Aoyama et son choix                  | 青山くんの選んだ理由         | Aoyama-kun no eranda riyū         | 17 septembre 2017     |

### Génériques
| Générique | Épisodes | Début | Début        | Fin                     | Fin                     |
| Générique | Épisodes | Titre | Artiste      | Titre                   | Artiste                 |
| --------- | -------- | ----- | ------------ | ----------------------- | ----------------------- |
| 1         | 1–12     | White | Bentham (ja) | Taiyō ga Kureta Kisetsu | Fujimi Koukou Soccer-bu |